# آلباتروس بینی‌زرد هندی
آلباتروس بینی‌زرد هندی (نام علمی: Thalassarche carteri) نام یک گونه از سرده آلباتروس‌های پشت‌سیاه است.